# David Ray Griffin
David Ray Griffin (ur. 1939) – emerytowany filozof amerykański i teolog protestancki, pisarz, metodysta (United Methodist Church).
Założył razem z Johnem B. Cobbem w 1973 Centrum Studiów nad (Claremont School of Theology). W swych badaniach centrum zajmuje się filozofią procesu. Griffin jest też przedstawicielem nurtu w teologii nazywanego teologią procesu.
Po zamachu z 11 września 2001 filozof opublikował szereg książek, w których zasugerował, iż było w niego zamieszanych kilku członków rządu amerykańskiego.

## Życie i kariera profesorska
Filozof wychował się Oregonie, gdzie aktywnie uczestniczył w życiu swej protestanckiej wspólnoty eklezjalnej - Kościoła Chrystusowego. Gdy podjął decyzję o zostaniu pastorem wstąpił do Northwest Christian University, nie odpowiadał mu jednak konserwatyzm tej uczelni. Podczas kolejnych studiów na University of Oregon uczestniczył w wykładach Paula Tillicha w Graduate Theological Union w Berkeley. W tym okresie zainteresował się filozofią religii. Doktoryzował się na Claremont Graduate University w 1970.
Griffin od wielu lat mieszka w Santa Barbara w Kalifornii, gdzie był wykładowcą w latach 1973-2004. Obecnie jest w zarządzie Center for Process Studies, które promuje studia nad teologią procesu, bazującą na filozofii procesu. Badania w tym kierunku zapoczątkowali Alfred North Whitehead i Charlesa Hartshorne'a.

## Publikacje

### W dziedzinie filozofii i teologii
- A process Christology, Westminster Press, 1973, ISBN 0-664-20978-5
- Process Theology: An Introductory Exposition, z Johnem B. Cobbem, Philadelphia: Westminster Press, 1976, ISBN 0-664-24743-1
- John Cobb's Theology in Process, Westminster John Knox Press, 1977, ISBN 0-664-21292-1
- Process and Reality, Free Press; 2 wydanie, 1979, ISBN 0-02-934570-7
- Physics and the Ultimate Significance of Time: Bohm, Prigogine and Process Philosophy, State University of New York Press, 1986, ISBN 0-88706-115-X
- The Reenchantment of Science: Postmodern Proposals (Suny Series in Constructive Postmodern Thought), State Univ of New York Press, 1988, ISBN 0-88706-784-0
- Spirituality and Society: Postmodern Visions (Suny Series in Constructive Postmodern Thought), State University of New York Press, 1988, ISBN 0-88706-853-7
- Varieties of Postmodern Theology (Suny Series in Constructive Postmodern Thought), State University of New York Press, 1989, ISBN 0-7914-0050-6
- God and Religion in the Postmodern World: Essays in Postmodern Theology (Constructive Postmodern Thought), State University of New York Press, 1989, ISBN 0-88706-929-0
- Archetypal Process: Self and Divine in Whitehead, Jung, and Hillman, Northwestern University Press, 1990, ISBN 0-8101-0815-1
- Sacred Interconnections: Postmodern Spirituality, Political Economy and Art (SUNY Series in Constructive Postmodern Thought), State University of New York Press, 1990, ISBN 0-7914-0231-2
- Primordial Truth and Postmodern Theology (Suny Series in Constructive Postmodern Thought), State University of New York Press, 1990, ISBN 0-7914-0198-7
- God, Power, and Evil: A Process Theodicy, University Press of America, 1991, ISBN 0-8191-7687-7
- Evil Revisited: Responses and Reconsiderations, State University of New York Press, 1991, ISBN 0-7914-0612-1
- Founders of Constructive Postmodern Philosophy: Peirce, James, Bergson, Whitehead, and Hartshorne (SUNY Series in Constructive Postmodern Thought), State University of New York Press, 1993, ISBN 0-7914-1333-0
- Postmodern Politics for a Planet in Crisis: Policy, Process, and Presidential Vision (SUNY Series in Constructive Postmodern Thought), State University of New York Press, 1993, ISBN 0-7914-1485-X
- Jewish Theology and Process Thought (Suny Series in Constructive Postmodern Thought), State University of New York Press, 1996, ISBN 0-7914-2810-9
- Parapsychology, Philosophy, and Spirituality: A Postmodern Exploration (SUNY Series in Constructive Postmodern Thought), State University of New York Press, 1997, ISBN 0-7914-3315-3
- Reenchantment Without Supernaturalism: A Process Philosophy of Religion (Cornell Studies in the Philosophy of Religion), Cornell University Press, 2000, ISBN 0-8014-3778-4
- Religion and Scientific Naturalism: Overcoming the Conflicts (SUNY Series in Constructive Postmodern Thought),State University of New York Press, 2000, ISBN 0-7914-4563-1
- Process Theology and the Christian Good News: A Response to Classical Free Will Theism w 'Searching for an Adequate God: A Dialogue between Process and Free Will Theists', Cobb, Pinnock (pod redakcją), Wm. B. Eerdmans Publishing, 2000, ISBN 0-8028-4739-0
- Two Great Truths: A New Synthesis of Scientific Naturalism and Christian Faith, Westminster John Knox Press, 2004, ISBN 0-664-22773-2
- Deep Religious Pluralism, Westminster John Knox Press, 2005, ISBN 0-664-22914-X
- Whitehead's Radically Different Postmodern Philosophy: An Argument for Its Contemporary Relevance (SUNY Series in Philosophy), State University of New York Press, 2007, ISBN 0-7914-7049-0

### Dotyczące zamachów na World Trade Center
- The New Pearl Harbor|The New Pearl Harbor: Disturbing Questions About the Bush Administration and 9-11, Olive Branch Press, 2004, ISBN 1-56656-552-9
- The 9/11 Commission Report: Omissions and Distortions, Olive Branch Press, 2004, ISBN 1-56656-584-7
- Christian Faith and the Truth Behind 9/11: A Call to Reflection and Action, Westminster John Knox Press, 2006, ISBN 0-664-23117-9
- The American Empire and the Commonwealth of God: A Political, Economic, Religious Statement, z Johnem B. Cobbem, Richardem A. Falkiem i Catherine Keller, Westminster John Knox Press, 2006, ISBN 0-664-23009-1
- 9/11 and American Empire: Intellectuals Speak Out, Vol. 1, pod redakcją, wraz z Peterem Dalem Scottem, Olive Branch Press, 2006, ISBN 1-56656-659-2
- Debunking 9/11 Debunking: An Answer to Popular Mechanics and Other Defenders of the Official Conspiracy Theory (Revised & Updated Edition), Olive Branch Press, 2007, ISBN 1-56656-686-X
- 9/11 Contradictions: An Open Letter to Congress and the Press, Interlink Publishing Group, 2008, ISBN 1-56656-716-5
- New Pearl Harbor Revisited: 9/11, the Cover-up and the Exposé, Olive Branch Press, 2008, ISBN 1-56656-729-7
- Osama Bin Laden: Dead or Alive?, Olive Branch Press, 2009, ISBN 1-56656-783-1
- Osama Bin Laden: Dead or Alive?, Arris Books UK, 2009, ISBN 1-84437-081-X
- The Mysterious Collapse of World Trade Center 7: Why the Final Official Report About 9/11 Is Unscientific and False, Interlink Publishing, 2009, ISBN 1-56656-786-6
- The Mysterious Collapse of World Trade Center 7: Why the Final Official Report About 9/11 Is Unscientific and False, Interlink Publishing, Arris Books UK, 2009, ISBN 1-84437-083-6